# Wünnespil

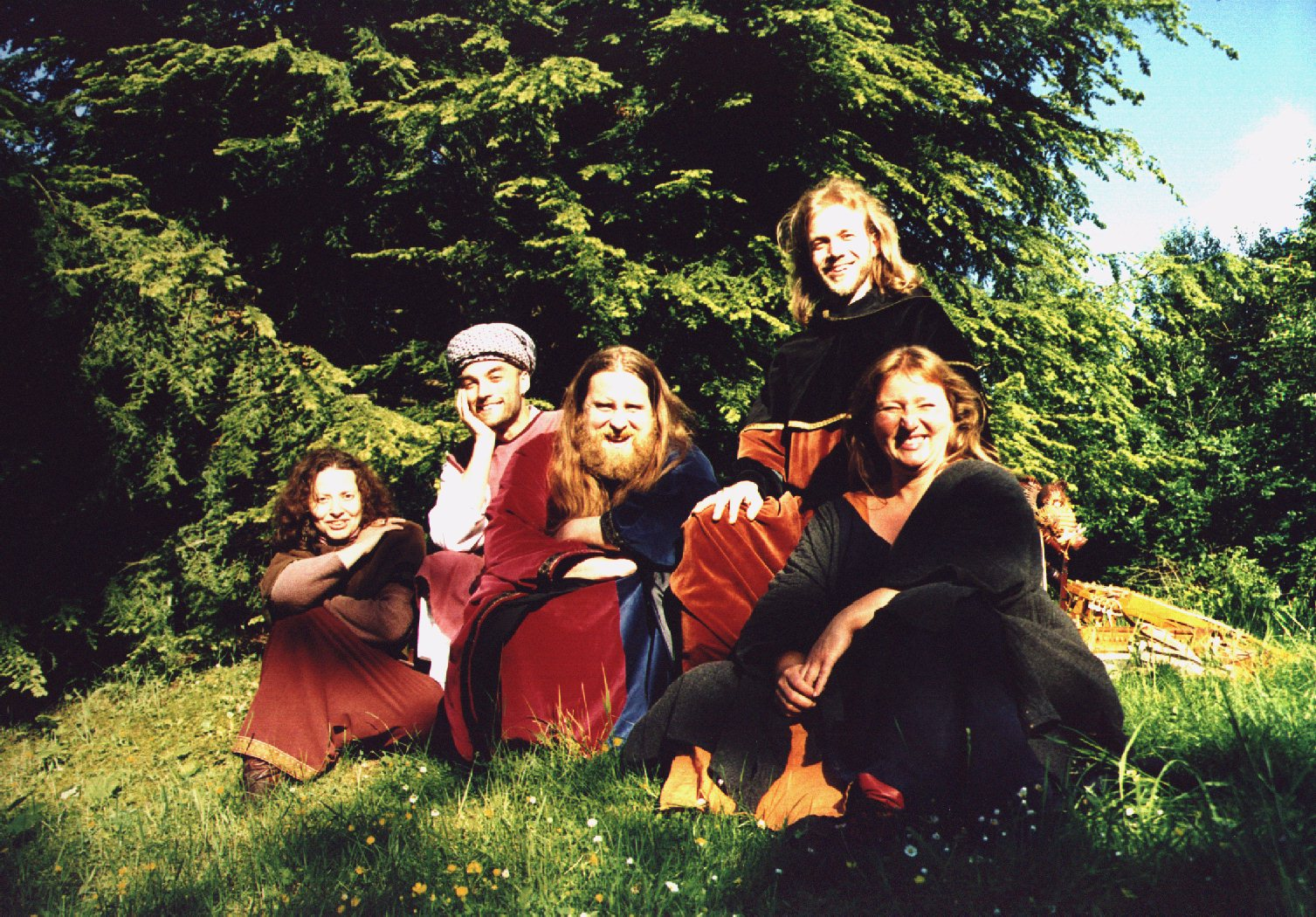
Ensemble Wünnespil 1998

Das Ensemble Wünnespil (mhd. wuenne = „Wonne, Freude“ und spil = „Spiel, Aufführung“, frei übersetzt „Freude am Spielen“) ist spezialisiert auf Musik des Mittelalters. Es wurde 1995 von Jutta und Klaus Peill mit Marc Lewon gegründet.

## Über das Ensemble
Die Eheleute Peill spielten bereits seit 1992 gemeinsam in der Formation Liederlich’ Leut, zu der Marc Lewon (Nyckelharpa, Laute, Fidel, Saz, Schalmei, Tenor) 1994 hinzustieß. Nach deren Auflösung entstand 1995 im Anschluss das Ensemble Wünnespil mit der Konzentration auf Musik des Mittelalters und der Renaissance. Schon einige Monate nach der Gründung stieß Drehleierspieler Knud Seckel ((„Die Nachtigall vom Neckartal“) – Drehleier, Schalmei, Dudelsack, Tenor) hinzu; im Folgejahr komplettierte sich das Ensemble durch den Einstieg von Flötistin Jutta Weber (Gardon, Schlagwerk, Flöten, Schalmei, Alt).
Bis zum Jahr 2000 war Wünnespil auf vielen Mittelaltermarktveranstaltungen, sowie Banketten und Ritteressen. Besonders bekannt und beliebt war das Ensemble wegen seiner vier- und fünfstimmigen A-cappella-Sätze.
2000 erschien die einzige CD des Ensembles Argentea im Verlag der Spielleute. Vielgelobt wegen ihrer Vielseitigkeit erhielt Argentea ein „BRAVO“ des französischen Musikmagazins trad'magazine.
2001 trennten sich die Wege der Musiker: Marc Lewon studierte Alte Musik in Basel, Jutta Weber spielte im Anschluss bei Filia Irata, Knud Seckel konzentrierte sich auf sein Soloprojekt Minnesangs Frühling. Die drei musizierten außerdem im Ensemble Trecento, das sich 2002 auflöste.
Das Ensemble besteht heute weiterhin aus den Gründungsmitgliedern Jutta und Klaus Peill, gelegentlich ergänzt durch Gastmusiker.

## Instrumentarium
Die Musik von Wünnespil zeichnet sich durch ein reichhaltiges Instrumentarium aus. Dazu gehören Harfe, Tamburin, Kesseltrommel, Schellen, Rahmentrommel, Dudelsack, Rauschpfeife, Schalmei, Krummhorn, Cister, Pommer und Gemshorn.

## Besetzung

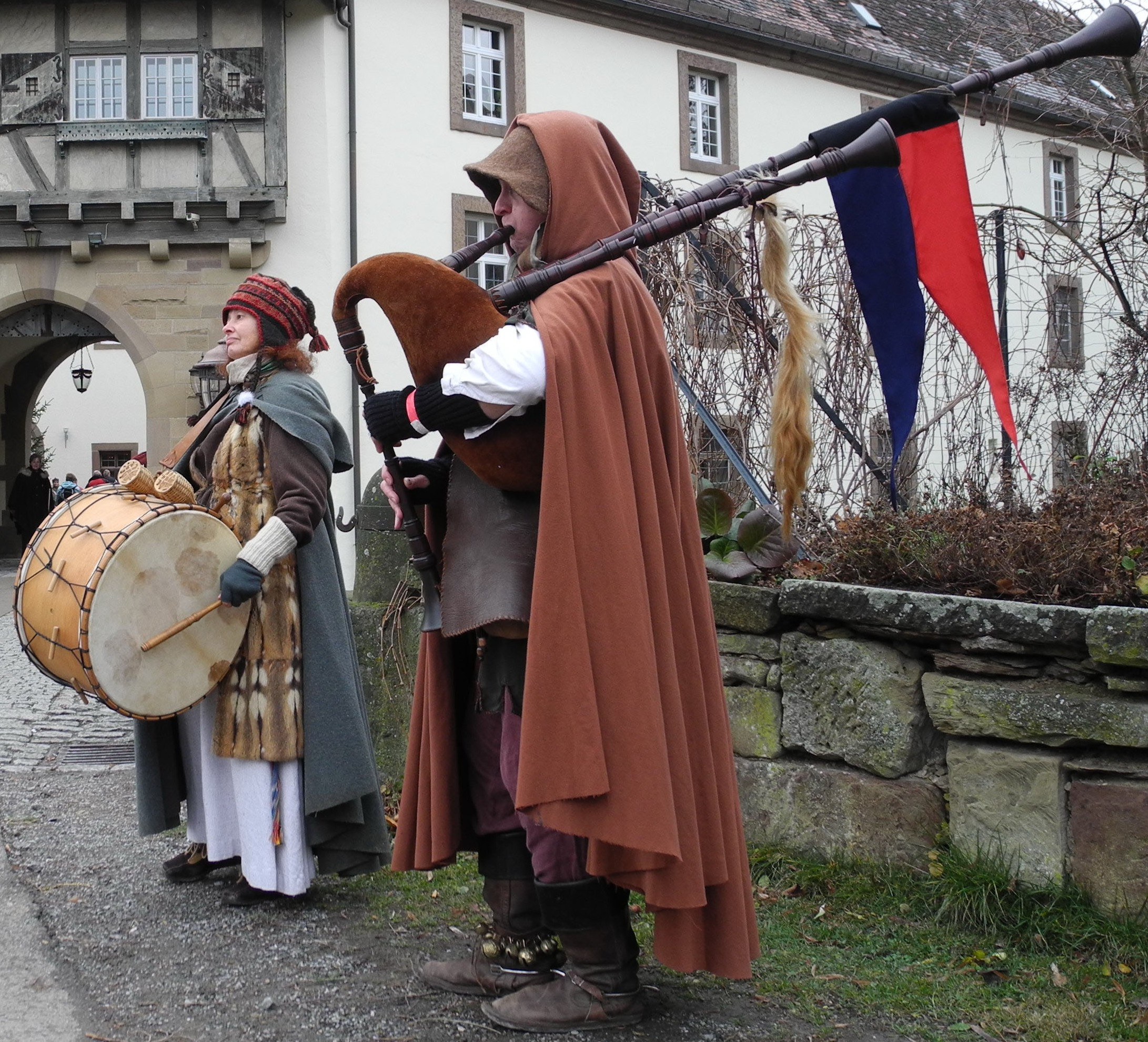
Ensemble Wünnespil 2011

- Jutta Peill („Spielwîp Maria“) – Davul, Harfe (Camac), Schlagwerk, Sopran
- Klaus Peill („Markward, Pfeil von Elberfeld“) – Dudelsäcke, Schalmei, Cister, Laute, Bass

## Diskografie
- 2000: Argentea
- 2000: Miroque VI – „Sinc an guoldin huon“, (Sampler)
- 2000: Profolk 2001 - A Folk Odyssee – „De Santa Maria Sinal“, (Sampler)
- 2008: Minne im Meyen – „En mai“, (Sampler)
- 2008: Falken, Lerchen, Nachtigallen – „Sinc an guoldin huon“, (Sampler)

## CD-Rezensionen
- CD-Rezension bei spielleut.de
- Lothar Jahn: CD-Rezension